# غوتفريد ليسينغ
غوتفريد ليسينغ (و. 1914 – 1979 م) هو دبلوماسي، وقانوني، وسياسي من ألمانيا الشرقية، ولد في سانت بطرسبرغ، توفي في كامبالا، عن عمر يناهز 65 عاماً.

## مناصب
تولى منصب سفير
.

## التعليم
تعلم في جامعة هومبولت في برلين
.

## جوائز
حصل على جوائز منها:

وسام الاستحقاق الوطني البرونزي